# Joseph Mulema
Joseph Mulema est un boxeur camerounais né le 13 septembre 1982 à Douala.

## Biographie
Deux fois champion d'Afrique centrale en 2007 et 2009, il fait partie en de l'équipe camerounaise vice-championne d'Afrique puis participe aux Jeux de Pékin où il est éliminé au second tour. En 2009, il remporte les Jeux de la francophonie dans la catégorie des poids welters (-69 kg), en battant le marocain Adil Bella en finale.
Mulema est par ailleurs champion d'Afrique zone 3 (dix pays) en 2011 et remporte la même année la médaille de bronze des championnats d'Afrique puis la victoire aux Jeux africains. En marge de sa carrière sportive, il est aussi en alternance coach au boxing club de Boulogne-sur-Mer avec Daniel Londas.